# ۵۹۶ (خورشیدی)
۵۹۶ پانصد و نود و ششمین سال هجری خورشیدی است.